# Opseostlengis
Opseostlengis is een vliegengeslacht uit de familie van de roofvliegen (Asilidae).

## Soorten
- O. insignis White, 1914